# Liste der Baudenkmäler in Pfaffing (Landkreis Rosenheim)
Auf dieser Seite sind die Baudenkmäler in der oberbayerischen Gemeinde Pfaffing zusammengestellt. Diese Tabelle ist eine Teilliste der Liste der Baudenkmäler in Bayern. Grundlage ist die Bayerische Denkmalliste, die auf Basis des Bayerischen Denkmalschutzgesetzes vom 1. Oktober 1973 erstmals erstellt wurde und seither durch das Bayerische Landesamt für Denkmalpflege geführt wird. Die folgenden Angaben ersetzen nicht die rechtsverbindliche Auskunft der Denkmalschutzbehörde.

## Einzeldenkmäler

### Pfaffing
| Lage                     | Objekt                          | Beschreibung | Akten-Nr.     | Bild                |
| ------------------------ | ------------------------------- | --- | ------------- | ------------------- |
| Kirchplatz 1 (Standort)  | Kath. Pfarrkirche St. Katharina | Saalbau mit Satteldach, eingezogenem Chor und Südturm mit Zwiebelhaube, barock, 1710 errichtet und 1732 ausgestaltet, 1490 spätgotischer Turmunterbau; mit Ausstattung. | D-1-87-159-1  | weitere Bilder      |
| Lederholz (Standort)     | Wegkreuz aus Granit             | bezeichnet 1619; an der Gemeindeverbindungsstraße Pfaffing-Unterübermoos.                                                                                               | D-1-87-159-10 | Wegkreuz aus Granit |
| Nähe Pfaffing (Standort) | Bildstock                       | Granitpfeiler, bezeichnet 1747; an der Abzweigung Hauptstraße/Schulstraße.                                                                                              | D-1-87-159-2  | BW                  |

### Ebrach
| Lage                 | Objekt                                 | Beschreibung                                                                                                  | Akten-Nr.    | Bild           |
| -------------------- | -------------------------------------- | --- | ------------ | -------------- |
| Ebrach 11 (Standort) | Ehemaliges Bauernhaus                  | Einfirsthof, Blockbau mit Flachsatteldach und Traufbundwerk am Wirtschaftsteil, vor 1800.                     | D-1-87-159-6 | weitere Bilder |
| Ebrach 12 (Standort) | Stadel                                 | Bundwerkstadel mit Flachsatteldach und teils massivem Sockel, nach Mitte 19. Jahrhundert                      | D-1-87-159-4 | Stadel         |
| Ebrach 14 (Standort) | Kath. Filialkirche Hl. Kreuzauffindung | Saalbau mit Satteldach und Nordturm mit Zwiebelhaube, spätgotisch, um 1700 barock ausgebaut; mit Ausstattung. | D-1-87-159-3 | weitere Bilder |

### Eschlbach
| Lage                     | Objekt     | Beschreibung | Akten-Nr.    | Bild           |
| ------------------------ | ---------- | --- | ------------ | -------------- |
| Eschlbach 157 (Standort) | Bauernhaus | ehemaliger Einfirsthof, zweigeschossiger Flachsatteldachbau mit Gurtgesimsen und Segmentbogenfenstern im Giebel, um 1855–70. | D-1-87-159-7 | weitere Bilder |

### Giglberg
| Lage                  | Objekt     | Beschreibung | Akten-Nr.     | Bild       |
| --------------------- | ---------- | --- | ------------- | ---------- |
| Dichtlmoos (Standort) | Grenzstein | sogenannter Weißer Stein, fast drei Meter hoher Granitpfeiler, bezeichnet 1632; 500 m nordwestlich des Weilers. | D-1-87-159-11 | BW         |
| Giglberg 7 (Standort) | Bauernhaus | Einfirsthof, zweigeschossiger Flachsatteldachbau mit Blockbauobergeschoss, 2. Hälfte 18. Jahrhundert            | D-1-87-159-9  | Bauernhaus |

### Grafa
| Lage               | Objekt          | Beschreibung                                                                                               | Akten-Nr.     | Bild |
| ------------------ | --------------- | --- | ------------- | ---- |
| Grafa 2 (Standort) | Kleinbauernhaus | zweigeschossiger Flachsatteldachbau mit Blockbauobergeschoss und Bundwerkgiebel, 2. Hälfte 18. Jahrhundert | D-1-87-159-13 | BW   |

### Hintergraben
| Lage                                       | Objekt     | Beschreibung | Akten-Nr.     | Bild |
| ------------------------------------------ | ---------- | --- | ------------- | ---- |
| Hintergraben 1; In Hintergraben (Standort) | Bauernhaus | sehr stattlicher zweigeschossiger Halbwalmdachbau mit Gesimsgliederung, halbrunden Ecksäulen und schmiedeeisernem Balkon, Mitte 19. Jahrhundert; Bundwerkstadel mit massivem Erdgeschoss und Flachsatteldach, 1. Hälfte 19. Jahrhundert | D-1-87-159-12 | BW   |

### Nederndorf
| Lage                     | Objekt     | Beschreibung | Akten-Nr.     | Bild |
| ------------------------ | ---------- | --- | ------------- | ---- |
| Nederndorf 60 (Standort) | Bauernhaus | Einfirsthof, zweigeschossiger Flachsatteldachbau mit teilweise verputztem Blockbauobergeschoss, Giebelbundwerk und Hochtenne, 2. Hälfte 18. Jahrhundert     | D-1-87-159-14 | BW   |
| Nederndorf 63 (Standort) | Bauernhaus | Mitterstallbau, zweigeschossiger Flachsatteldachbau mit profilierten Balkenköpfen, Rundbogenfenstern und kräftigem Bundwerk am Wirtschaftsteil, um 1840–50. | D-1-87-159-15 | BW   |

### Nodern
| Lage                 | Objekt    | Beschreibung | Akten-Nr.     | Bild |
| -------------------- | --------- | --- | ------------- | ---- |
| Nodern 85 (Standort) | Bauernhof | Parallelanlage; Bauernhaus, Mitterstallbau, zweigeschossig mit Flachsatteldach, Hochlaube und Bundwerkgiebel, Anfang 19. Jahrhundert; Stadel, urtümlicher Bundwerkstadel mit kräftigen Kopf- und Fußbändern, Nasenbügen und Bohlenwänden, 1596, eingebauter Getreidekasten, bezeichnet 1661. | D-1-87-159-16 | BW   |

### Obermoos
| Lage                   | Objekt     | Beschreibung | Akten-Nr.     | Bild |
| ---------------------- | ---------- | --- | ------------- | ---- |
| In Obermoos (Standort) | Bauernhaus | zweigeschossiger Flachsatteldachbau mit verschaltem Vordach, rückwärtiger Riegelwand und Bundwerk, 2. Hälfte 18. Jahrhundert | D-1-87-159-17 | BW   |

### Oed
| Lage             | Objekt | Beschreibung                                                  | Akten-Nr.     | Bild |
| ---------------- | ------ | ------------------------------------------------------------- | ------------- | ---- |
| Oed 5 (Standort) | Stadel | Bundwerkstadel mit Flachsatteldach, 1. Hälfte 19. Jahrhundert | D-1-87-159-18 | BW   |

### Pardieß
| Lage                 | Objekt                | Beschreibung | Akten-Nr.     | Bild           |
| -------------------- | --------------------- | --- | ------------- | -------------- |
| Pardieß 2 (Standort) | Ehemaliges Bauernhaus | Einfirsthof, zweigeschossiger Satteldachbau mit Blockbauobergeschoss und traufseitiger Laube, im Kern 18. Jahrhundert | D-1-87-159-19 | weitere Bilder |

### Potzmühle
| Lage                                | Objekt | Beschreibung                                                   | Akten-Nr.     | Bild |
| ----------------------------------- | ------ | -------------------------------------------------------------- | ------------- | ---- |
| Potzmühle 1; Potzmühle 3 (Standort) | Stadel | Bundwerkstadel mit Flachsatteldach, 2. Viertel 19. Jahrhundert | D-1-87-159-20 | BW   |

### Reischlhilgen
| Lage                                 | Objekt   | Beschreibung                                                           | Akten-Nr.     | Bild           |
| ------------------------------------ | -------- | ---------------------------------------------------------------------- | ------------- | -------------- |
| In der Flur Reischlhilgen (Standort) | Backhaus | Satteldachbau mit Rundbogenöffnungen und Putzgliederungen, um 1870–80. | D-1-87-159-21 | weitere Bilder |

### Reith
| Lage               | Objekt | Beschreibung | Akten-Nr.     | Bild           |
| ------------------ | ------ | --- | ------------- | -------------- |
| Reith 4 (Standort) | Stadel | Südflügel des Hofes, Flachsatteldachbau mit kräftigem Bundwerk, teils massiven Wänden und Rundbogenfenstern, 1. Hälfte 19. Jahrhundert | D-1-87-159-22 | weitere Bilder |

### Rettenbach
| Lage                            | Objekt                                | Beschreibung | Akten-Nr.     | Bild           |
| ------------------------------- | ------------------------------------- | --- | ------------- | -------------- |
| Kapellenfeld (Standort)         | Feldkapelle                           | kleiner Nischenbau mit Traufgesims und Satteldach, 17. Jahrhundert (1638?); mit Ausstattung; südwestlich am Zellbach.                                  | D-1-87-159-27 | BW             |
| Peter und Paul Weg 7 (Standort) | Kath. Filialkirche St. Peter und Paul | Saalbau mit Satteldach und Nordturm mit getrepptem Giebel und Steildach, Chor und Turm spätgotisch, 1716 Langhaus und Barockisierung; mit Ausstattung. | D-1-87-159-23 | weitere Bilder |

### Ried
| Lage                | Objekt     | Beschreibung | Akten-Nr.     | Bild       |
| ------------------- | ---------- | --- | ------------- | ---------- |
| In Ried (Standort)  | Hofkapelle | Satteldachbau mit Segmentbogentür und Putzgliederungen, Ende 19. Jahrhundert; mit Ausstattung; nordöstlich des Ortes. | D-1-87-159-29 | Hofkapelle |
| Ried 102 (Standort) | Bauernhaus | Einfirsthof, zweigeschossiger Flachsatteldachbau mit Bundwerkgiebel und Traufbundwerk, Ende 18. Jahrhundert           | D-1-87-159-28 | BW         |

### Schrödlreit
| Lage                     | Objekt                               | Beschreibung                                                                                     | Akten-Nr.     | Bild |
| ------------------------ | ------------------------------------ | ------------------------------------------------------------------------------------------------ | ------------- | ---- |
| Schrödlreit 2 (Standort) | Wohnteil des ehemaligen Bauernhauses | zweigeschossiger Flachsatteldachbau mit Blockbauobergeschoss und Bundwerkgiebel, 1733 oder 1788. | D-1-87-159-30 | BW   |

### Stauden
| Lage                 | Objekt                             | Beschreibung                                                                                      | Akten-Nr.     | Bild |
| -------------------- | ---------------------------------- | ------------------------------------------------------------------------------------------------- | ------------- | ---- |
| Stauden 2 (Standort) | Stadel des ehemaligen Parallelhofs | mit Flachsatteldach und Bundwerk über größtenteils gemauertem Unterbau, 1. Hälfte 19. Jahrhundert | D-1-87-159-31 | BW   |

### Untermoos
| Lage                   | Objekt                             | Beschreibung | Akten-Nr.     | Bild |
| ---------------------- | ---------------------------------- | --- | ------------- | ---- |
| Untermoos 1 (Standort) | Stadel des ehemaligen Parallelhofs | mit Bundwerk über größtenteils gemauertem Unterbau, Flachsatteldach und eingebautem Getreidekasten, Mitte 19. Jahrhundert | D-1-87-159-32 | BW   |

### Unterübermoos
| Lage                         | Objekt                            | Beschreibung | Akten-Nr.     | Bild                |
| ---------------------------- | --------------------------------- | --- | ------------- | ------------------- |
| Unterübermoos 141 (Standort) | Kath. Filialkirche St. Margaretha | unverputzter romanischer Tuffquaderbau mit spätgotischem Chorschluss, Saalbau mit Satteldach und Nordturm mit Pyramidenhelm, im 18. Jahrhundert verändert; mit Ausstattung; alte Friedhofsmauer. | D-1-87-159-33 | weitere Bilder      |
| Unterübermoos 142 (Standort) | Geschnitzte Haustür               | Mitte 19. Jahrhundert | D-1-87-159-34 | Geschnitzte Haustür |

### Werfling
| Lage                    | Objekt     | Beschreibung | Akten-Nr.     | Bild |
| ----------------------- | ---------- | --- | ------------- | ---- |
| Hilgenfeld (Standort)   | Brechhütte | Flachsatteldachbau mit teils massiven Wänden und Vorbau auf Ständern, 18./19. Jahrhundert; nördlich im Feld. | D-1-87-159-37 | BW   |
| Werfling 121 (Standort) | Bauernhaus | Einfirsthof, zweigeschossiger Flachsatteldachbau mit Rundbogenfenstern im Giebel und Traufbundwerk am Wirtschaftsteil, Mitte 19. Jahrhundert; Bundwerkstadel mit Riegelwand und Flachsatteldach, Mitte 19. Jahrhundert | D-1-87-159-35 | BW   |
| Werfling 123 (Standort) | Bauernhaus | mit Bundwerk an der Traufseite, Wandmalerei modern, um 1850/60. | D-1-87-159-36 | BW   |

## Ehemalige Baudenkmäler
In diesem Abschnitt sind Objekte aufgeführt, die früher einmal in der Denkmalliste eingetragen waren, jetzt aber nicht mehr. Objekte, die in anderem Zusammenhang – also z. B. als Teil eines Baudenkmals – weiter eingetragen sind, sollen hier nicht aufgeführt werden. Aktennummern in diesem Abschnitt sind ehemalige, jetzt nicht mehr gültige Aktennummern.

| Lage                                       | Objekt          | Beschreibung | Akten-Nr.     | Bild |
| ------------------------------------------ | --------------- | --- | ------------- | ---- |
| Rettenbach Peter und Paul Weg 2 (Standort) | Kleinbauernhaus | eineinhalbgeschossiger Flachsatteldachbau mit Blockbaukniestock, Rundbogenöffnungen und kräftigem Traufbundwerk, im Kern 1590 (dendro.dat.), um 1820–30 massiv erneuert. | D-1-87-159-24 | BW   |